# Agustín Ruberto
Agustín Fabián Ruberto (ur. 14 stycznia 2006 w Buenos Aires) – argentyński piłkarz występujący na pozycji napastnika, od 2024 roku zawodnik River Plate.